# Pine City, Minnesota
Pine City är administrativ huvudort i Pine County i Minnesota. Enligt 2010 års folkräkning hade Pine City 3 123 invånare. Mille Lacs indianreservat ligger delvis i Pine City.